# Berserk
Berserk (japanisch ベルセルク, Beruseruku) ist ein Fantasy-Manga des japanischen Zeichners Kentarō Miura, der seit 1989 veröffentlicht wird. Der Manga wurde 1997/1998 als Anime-Fernsehserie und 2012/2013 als Anime-Filmserie umgesetzt. 2016 und 2017 wurde außerdem eine weitere Anime-Serie über zwei Staffeln mit jeweils 12 Folgen ausgestrahlt. Die Serie ist dem Genre Seinen zuzuordnen, welches sich mit explizit dargestellten Kampfszenen und einer komplexen Handlung an erwachsene Leser richtet.
Der Manga erzählt die Geschichte des Söldners Guts. Dieser lebt in einer fiktiven Welt, die dem späten europäischen Mittelalter und der Renaissance – insbesondere Italien, Frankreich und England – ähnelt, doch zahlreiche fantastische Elemente aufweist. Die Handlung wird nicht chronologisch dargestellt und ist auch noch nicht abgeschlossen. Der Anspruch wechselt zwischen reinen Pulp-Elementen sowie metaphysischen Fragestellungen.
Nach dem Tod des Schöpfers Kentarō Miura im Jahr 2021 übernahm 2022 dessen befreundeter Mangaka Kouji Mori die weiteren Arbeiten.

## Handlung

### Das Goldene Zeitalter (Ende von Band 3 bis Anfang von Band 14)
Der Waisenjunge Guts verbringt eine lieblose Kindheit in der Söldnereinheit seines Ziehvaters Gambino. Aus Frust über seine Verkrüppelung attackiert dieser Guts eines Tages, worauf dieser Gambino in Notwehr tötet. Guts schließt sich in der Folgezeit verschiedenen Söldnerheeren an, ohne dass es ihn irgendwo lange halten würde. Erst bei den Falken findet er Kameradschaft. Diese Söldner werden vom charismatischen und ehrgeizigen Griffith angeführt. Während Guts ziellos durch die Welt wandert, hat jener einen hochgesteckten Traum, dem er alles unterordnet: Griffith will Herrscher seines eigenen Reiches werden, obwohl er aus einfachen Verhältnissen stammt. Eines Tages begegnen die Falken in einer alten Festung dem Krieger Zodd, der ein animalisches Verhalten an den Tag legt und zahlreiche Männer tötet. Guts stürzt sich in den Kampf und kann sogar einige von Zodds' Hieben parieren und ihm eine kleine Wunde beibringen, was diesen sehr beeindruckt. Aus Wut über die Wunde verwandelt er sich jedoch plötzlich in ein riesiges Monster und bringt Guts beinahe um. Keiner der Falken hat eine Bestie wie diese schon einmal gesehen. Kurz bevor Guts stirbt, greift Griffith ein. Doch bevor er gegen Zodd kämpfen kann, bemerkt dieser einen kleinen Stein den Griffith um den Hals trägt. Es ist ein Behelit, vor dem sich das Monster offenbar fürchtet. Zodd flieht, jedoch nicht ohne zu prophezeien, dass Tod und Vernichtung über die Falken kommen werden.
Guts ist die einzige Person, die von Griffith als ebenbürtig und in seiner Logik damit als Freund akzeptiert wird. Die zweite in der Hierarchie der Falken, die Amazone Kjaskar, liebt den Anführer insgeheim, doch ist sie in seinen Augen ein ihm nicht gleichwertiger Mensch. Dafür entwickelt Guts, der sich zum gewaltigsten Kämpfer der Falken entwickelt hat, Gefühle für Kjaskar, was eine komplexe Dreiecks-Beziehung zur Folge hat. An Griffiths Beispiel glaubt Guts zu erkennen, dass er auch einen Traum finden und verfolgen muss. Darum verlässt er die Falken für ein Jahr, ohne allerdings in der Fremde sein Glück zu finden. Bei seiner Rückkehr werden die Falken von einem mysteriösen, ausländischen Attentäter namens Silat angegriffen, der aufgrund einer Prophezeiung seiner Familie in Guts einen Todfeind gegen sein eigenes Leben sieht. Guts kann Silat vorerst in die Flucht schlagen, dieser schwört jedoch Rache.
Griffith kommt der Erfüllung seiner Pläne sehr nahe, nachdem die Falken einen langen militärischen Konflikt zu Gunsten des Königreiches Midland entschieden haben. Griffith wird wegen seiner Verdienste in den Adelsstand erhoben und gewinnt die Zuneigung der Kronprinzessin. Doch hier endet Griffiths Aufstieg zur Macht. Seine Affäre mit der Königstochter wird aufgedeckt, woraufhin ihn seine innenpolitischen Gegner, die in ihm einen gefährlichen Emporkömmling sehen, einsperren und verstümmeln lassen. Als Guts davon erfährt, kehrt er zurück und befreit mit den Falken den körperlich fast völlig zerstörten Griffith.
Nun setzt ein Wendepunkt in der Handlung ein: Griffiths Wille ist ungebrochen und er kann nicht hinnehmen, dass sein Traum nie mehr in Erfüllung gehen wird. Deshalb beschwört Griffith mittels eines Königsbehelits die Dämonennacht, in welcher die mysteriösen Überwesen der Gotteshand ihm anbieten, ihn zu einem der ihren zu machen, wenn er dafür seine menschlichen Bindungen aufgibt. Die Aussage der Mitglieder der Gotteshand, dass sie trotz ihrer dämonischen Eigenschaften die Abgesandten Gottes seien, verknüpft innerhalb der Welt von Berserk die Konzepte von Himmel und Hölle, sodass unklar bleibt, ob der in jener Welt angebetete Gott gütig oder bösartig ist. Void und Slan, die ältesten Mitglieder der Hand, plädieren für die Schönheit der Kausalität und die Unausweichlichkeit von Ursache und Wirkung. Die Zusammenkunft mit Griffith sei vorherbestimmt gewesen.
So wird aus Griffith der fünfte und letzte Erzengel Femuth (engl. Femto). Er erhält einen neuen Körper, welcher nur noch wenig Menschliches an sich hat. Als Preis dafür bietet Femuth alle Mitglieder der Falken als Opfer für die dämonischen Apostel dar. Er selbst vergewaltigt Kjaskar, deren bisherige Persönlichkeit von nun an zerstört ist. Guts verliert im Kampf mit den Dämonen sein rechtes Auge und seinen linken Arm. Kurz bevor auch die beiden von den Bestien getötet werden, erscheint ein merkwürdiger Reiter, rettet Guts und Kjaskar und flieht aus der undurchdringlichen Sphäre, in der das Massaker stattfand. Guts erwacht beim Ziehvater seines Freundes Rickert, der ihn gesund pflegt. Rickert, obwohl ein Mitglied der Bande, war bei der Opferung nicht anwesend und wurde daher auch nicht gebrandmarkt. Der Schock, dass das Erlebte kein Traum war, lässt Guts in die Nacht fliehen. Auf einem Hügel begegnet er dem mysteriösen Ritter wieder, der wie auch sein Pferd nur aus Knochen besteht. Dieser teilt ihm mit, dass Guts und Kjaskar von nun an von den Aposteln gejagt werden, da diese von den Überlebenden der Dämonennacht angezogen werden. Das sei der Preis für ihrer beider Leben. Wer der Skelettritter ist, bleibt vorerst unbekannt. Von nun an fühlt sich Guts zwischen zwei Aufgaben zerrissen: Einerseits fühlt er sich für den Schutz Kjaskars verantwortlich, deren Geist verwirrt ist, andererseits treibt ihn ein unbändiger Rachedurst und Hass auf Griffith/Femuth an.

### Der Schwarze Ritter (Band 1 bis 3 sowie Band 14 bis 22)
Guts und Kjaskar tragen beide ein magisches Brandmal auf der Haut, was sie als Opfer der Dämonen ausweist. Deswegen werden sie beständig von monströsen Kreaturen heimgesucht. Guts entscheidet, dass seine Rache an Femuth oberste Priorität genießt, weshalb er die verwirrte Kjaskar an einem geheiligten Ort in Pflege gibt, wo ihr die Dämonen nichts anhaben können. Von nun an zieht er als Schwarzer Ritter einsam durch die Lande, um die Spur der Gotteshand und ihrer zahlreichen Apostel zu verfolgen. Wie sein Antagonist Femuth hat auch Guts eine äußere Wandlung durchgemacht. Er erhält im Laufe der Zeit verschiedene Waffen, die ihn im Kampf gegen die Kreaturen der Finsternis selbst in ein dämonisches Licht rücken: ein fast schon grotesk großes Schwert, das von keinem außer ihm geschwungen werden kann; eine stählerne Handprothese, in der eine Kanone steckt. Der einzige Lichtblick seines Daseins ist der heitere Elf namens Puck.
Guts' Kreuzzug gegen die Apostel der Erzengel ruft schließlich die kirchliche Inquisition auf den Plan, die im Schwarzen Ritter einen Vorboten der Apokalypse sieht. Dieser bereut mittlerweile, dass er die von ihm geliebte Kjaskar zurückgelassen hat. Da sie aber mittlerweile ihren Schutzort verlassen hat, macht sich Guts auf die Suche nach ihr und gelangt zum Kloster Albion, dem zentralen Gefängnis der Inquisition, wo er Kjaskar vermutet. Auch der Kushane Silat und seine mächtigen Leibwachen Tapasa kommen nach Albion, nachdem sie von Guts' Fahrt dorthin erfahren haben. Silat will Guts immer noch töten, nachdem er dies im Wald nicht geschafft hatte. Im Kloster von Albion kommt es schließlich zur Verbindung der Handlungsstränge: Femuth erscheint und beschwört eine zweite Dämonennacht herauf, da er wieder einen menschlichen Körper benötigt, um ein irdisches Reich zu errichten. Guts besiegt die Inquisitoren im Kampf, findet Kjaskar und kann der Heimsuchung durch die Wesen der Finsternis ein weiteres Mal entkommen. Des in seinem früheren Körper wiedergeborenen Femuth, der sich nun wieder Griffith nennen lässt, kann er aber nicht habhaft werden. Der Attentäter Silat erkennt, dass nicht Guts, sondern Griffith sein Feind ist, entschuldigt sich und lässt von Guts ab, um von nun an ebenfalls Griffith und dessen Apostel zu jagen.

### Der Millennium-Falke (Band 22 bis 34)
Midland ist mittlerweile von den Kushanen erobert worden, zu deren Volk auch der verstoßene Silat zählt. Griffith schart deshalb alle Apostel der Erzengel um sich, um die Kushanen zu bezwingen und das Reich von Midland neu zu begründen. Aber er gewinnt auch Unmengen menschlicher Anhänger, die in ihm den Messias sehen, der sie in ein goldenes Zeitalter führen soll. Griffith befreit die von den Kushanen entführte Kronprinzessin, um seine zukünftige Herrschaft zu legitimieren.
Mittlerweile hat der bisherige Einzelgänger Guts neben Puck weitere Gefährten gewonnen: Den Waisenjungen Isidro, der ihn begleitet, weil er selbst so stark wie Guts werden will. Farnese, Mitglied der einflussreichen Familie Vandimion, einst auf der Jagd nach dem „unheiligen“ Guts, hat sich ihm nach einem Sinneswandel angeschlossen; ebenso ihr Leibwächter Serpico, der im Gegensatz zu ihr weiß, dass sie Geschwister sind. Der sehr jungen Hexenschülerin Schielke und ihrer eigenen Elfe Evarella wurde von ihrer sterbenden Meisterin aufgetragen, den Schwarzen Ritter in seinem Kampf zu unterstützen. Ihre Meisterin Flora führt vor ihrem Tod noch ein Gespräch mit dem mysteriösen Skelettritter, den sie persönlich zu kennen scheint. Durch ihre telepathischen und empathischen Fähigkeiten bewahrt Schielke Guts davor, im Kampf die Kontrolle über sein Selbst zu verlieren. Er besitzt nun eine magische Rüstung, die ihn keine Schmerzen fühlen lässt, so dass er sich bis zur Selbstvernichtung in einen Berserkerwahn stürzen kann. Doch die Rüstung wird von einem bösen Geist beherrscht. Dieser labt sich an Guts' Hass und Trauer und manifestiert sich in seiner Seele als Höllenhund. Während Guts die Rüstung nur zum Besiegen seiner Feinde nutzen will, möchte der Hund den Krieger vollständig korrumpieren und bringt Guts sogar fast dazu, Kjaskar umzubringen. Obwohl Guts widerstehen kann und der Hund sich vorerst in die Tiefen seines Verstands zurückzieht, schwört er, dass er eines Tages umso grausamer zurückkehren wird. Dann, so der Hund, wird es für Guts und seine Freunde keine Rettung mehr geben. Stück für Stück stellt sich heraus, dass auch der Skelettritter einst die Rüstung benutzt haben muss.
Der Angriff der Kushanen auf Midland wird unter ihrem sadistischen Kaiser Ganishka indes immer drastischer und verlustreicher. Ganishka hat mittlerweile die Hauptstadt Windham erobert, die meisten Zivilisten abschlachten lassen, und züchtet mithilfe gefangener Frauen und der ihm gehorchenden schwarzen Magie eine Armee von „Dakas“, blutrünstigen Dämonenkriegern heran. Guts und seine Freunde, die in der Nähe von Windham an Land gegangen sind, entschließen sich, Ganishka entgegenzutreten. Doch schon dessen Rechte Hand, ein alter Zauberer namens Daiba, erweist sich für Guts trotz seiner Rüstung als beinahe unüberwindbarer Gegner. Daibas Magie beherrscht das Wasser des Meeres und dessen Kreaturen, sodass er mehrere Riesenkraken herbeiruft, die Guts fast das Leben kosten. Nun lässt sich Guts zum ersten Mal völlig von der schwarzen Macht der Rüstung beeinflussen, sehr zur Freude des geduldig abwartenden Höllenhundes. Nur dank Schielke behält Guts einen kleinen Rest Kontakt zur Außenwelt und seinem menschlichen Ich. Als rasender Berserker kann er die Kraken schließlich besiegen, woraufhin der Zauberer Daiba zu seinem Kaiser flieht.
Bald darauf kommt es zur ersten Konfrontation mit Ganishka: Dieser entpuppt sich unerwartet als unglaublich mächtiger Apostel. In einer Rückblende erfährt der Leser, dass Ganishka, Thronfolger der Kushanen, in einem durch seinen Sohn und seine Mutter geplanten Attentat vergiftet und erdolcht wurde. Er wurde tödlich verletzt, überlebte jedoch, da er im Moment seines Todes einen Stein in seiner Tasche berührte, den ihm sein Lehrer Daiba einst zugesteckt hatte – einen Behelit. Ganishka beschwor damit die Gotteshand, welche ihm neues Leben und die gewaltige Macht eines Apostels versprach. Dafür musste er lediglich seine Familie der Hand opfern; einen Preis, den Ganishka nach dem hinterhältigen Attentat gern bezahlte. So kam er, nun ein dämonischer Apostel, auf den Thron der Kushanen. Allerdings war Ganishka durch das Attentat auf sein Leben so traumatisiert und paranoid geworden, dass er seine Macht als Kaiser nicht für das Gute, sondern für das Teuflische benutzte. Er widersetzte sich sogar den Mitgliedern der Gotteshand, indem er einzig das von ihm angestrebte „Licht“ verfolgte, eine Macht ähnlich jener der Gotteshand, obwohl er nur ein „gewöhnlicher“ Apostel bleiben durfte.
Im Kampf mit Guts zeigt Ganishka zum ersten Mal seine Apostelform: Er verwandelt sich in eine riesige, elektrisch aufgeladene Sturmwolke. Guts kann seinen elektrischen Angriffen zwar vorerst widerstehen, kann Ganishka aber keinerlei Wunden zufügen. Selbst der anwesende Daiba ist schockiert von der Macht seines Kaisers und ist überzeugt, dass niemand ihn besiegen könne. Plötzlich taucht jedoch Nosferatu Zodd auf, der auf dem Weg ist, sich Femuth/Griffiths Armee anzuschließen, um gegen die Kushanen zu kämpfen. Er zeigt sich überrascht und erfreut über Guts' Anwesenheit – schließlich will Zodd immer noch eines Tages gegen Guts als ultimativen Gegner kämpfen. In einem riskanten Manöver gelingt es Guts, der über der Ankunft von Zodd völlig die Fassung verliert, den zu seiner Apostelform verwandelten Zodd als Geisel zu nehmen. Mit seinem Schwert an Zodds Kehle, widersteht Guts dem Drang, diesen zu töten, und verbündet sich mit ihm vorübergehend. Gemeinsam mit der aus der Ferne wirkenden Schielke können Guts und Zodd in einem mächtigen Angriff Ganishka eine Verletzung am Kopf beibringen. Daraufhin zieht sich die Dämonenarmee der Kushanen vorerst zurück. Zodd und Guts trennen sich, und Zodd schwört erneut, dass sie sich einst wieder miteinander messen werden.
Puck ist der Überzeugung, dass Guts und Kjaskar Heilung in Elfheim, der Heimat seines Volkes, finden können. Somit begeben sich die Gefährten auf die lange (See)Reise dorthin. Dabei kommen sie in Konflikt mit Griffiths Aposteln und den Kushanen. Letztere führen den entscheidenden Angriff auf die Stadt Vultanis, wo sich die verbliebenen Krieger Midlands und die der angrenzenden Länder versammelt haben. Griffith steht in der Gunst des Papstes und hat nach dem Tod des Königs die Prinzessin an seiner Seite, was ihn zum mächtigsten Mann in Midland macht. Das Eingreifen von Griffith und seiner Armee von Aposteln treibt die Kushanen und ihren dämonischen Kaiser Ganishka an den Rand der Vernichtung. Ganishka verwandelt sich in seinem Verlangen nach dem „Licht“ – der absoluten Macht der Gotteshand, die nie für ihn bestimmt war – in ein kolossales Überwesen, das kein Halten mehr kennt. Griffith kann ihn jedoch zusammen mit dem eintreffenden Zodd besiegen, woraufhin Ganishka zu einem gigantischen, die Wolken durchdringenden Baum erstarrt. Im gleichen Moment erscheint der Skelettritter, der nun seine Chance wittert, dem verhassten Griffith den Garaus zu machen. Durch seinen Angriff, der Griffith verfehlt und den erstarrten Ganishka trifft, öffnet sich ein Durchgang zwischen den Dimensionen, und zahlreiche mystische Fabelwesen gelangen aus ihrer Welt in die der Geschichte, darunter Trolle, Hydren, Drachen und Einhörner. Selbst die dämonischen Apostel haben damit nicht gerechnet. Eine neue Welt entsteht, in der Griffith die Macht an sich reißen und schließlich sein Reich Falconia gründen kann.
Guts und seine Freunde sind währenddessen auf der Fahrt nach Elfheim. Verschiedene Gefahren, darunter Piraten und ein wahnsinniger Meeresgeist, können mit vereinten Kräften, der Berserker-Rüstung und der Mithilfe einer Gruppe von friedlichen Seejungfrauen besiegt werden. Farnese macht eine Wandlung durch, indem sie sich von Schielke die heilenden Kräfte der weißen Magie beibringen lässt. Diese Wandlung ist umso erstaunlicher, da Farnese einst Menschen wie Schielke jagte und auf den Scheiterhaufen brachte. Schließlich kommt in der Ferne die Insel Elfheim in Sicht.

### Fantasia (ab Band 35)
Schrittweise erfährt der Leser mehr über den Skelettritter. Allem Anschein nach ist er die Inkarnation von Geiserich, einem legendären König aus der Vergangenheit, der die bekannte Welt mit Gewalt zu einem einzigen riesigen Reich vereinte. Dabei benutzte er eine finstere Rüstung, die aussah wie die schwarze Rüstung von Guts. Der Legende zufolge florierte Geiserichs Königreich, bis er eines Tages einen Geistlichen im Turm der Überzeugung (dem Ort, an dem später das Kloster Albion errichtet wurde) einkerkern und foltern ließ. Der Geistliche klagte so inbrünstig zu Gott, dass ihm schließlich eine Audienz mit den Mitgliedern der Gotteshand gewährt wurde. Da er aber keinen Behelit-Stein besaß, musste sein Opfer größer ausfallen als gewöhnlich. Er opferte bereitwillig die gesamte Bevölkerung von Geiserichs Reich im Tausch für neues Leben und Freiheit. Geiserich selbst verschmolz mit seiner neuen Rüstung (Einer Skelettrüstung) und wurde in eine andere Dimension verbannt, um dort auf ewig umherzuirren. Es zeigt sich, dass Geiserich (insofern die Theorie, dass er der Skelettritter ist, stimmt) fortan nach einem Weg suchte, die Gotteshand aufzuspüren und zu vernichten. Im Laufe von über eintausend Jahren lernte der Skelettritter sogar, zwischen verschiedenen Dimensionen zu reisen – doch die verhassten Mitglieder der Gotteshand blieben ihm verborgen, sodass er darauf angewiesen war, die seltenen Dämonennächte abzuwarten, während derer sich die Erzengel zeigten. Bis in die Gegenwart war ihm jedoch trotz seiner immensen Kräfte kein erfolgreicher Angriff auf Void und die anderen Erzengel geglückt. Der fehlgeschlagene, kataklysmische Angriff auf Griffith war nur der jüngste in einer Reihe von vielen, darunter auch der Angriff bei der Rettung von Guts und Kjaskar aus deren Opferung.
Rickert, das einzige Mitglied der ursprünglichen Bande des Falken, das bei der Opferung und Wiedergeburt Griffiths als Femuth nicht anwesend war, hatte sich nach der Abreise von Guts aus dem Heim seines Ziehvaters auf den Weg nach Falconia gemacht. Zusammen mit Erica, seiner Stiefschwester und einigen anderen Reisenden werden sie schließlich nahe der neuen Hauptstadt von Soldaten begrüßt und zu den Stadttoren begleitet. Falconia ist wie aus dem Nichts entstanden, beherbergt hunderttausende Menschen und bildet die größte und technologisch fortschrittlichste Stadt, die man je gesehen hat. Alle ursprünglichen Herrscherfamilien haben sich Griffith unterstellt, sogar die Überlebenden der besiegten Kushanen haben sich mit Falconia verbündet und dienen dessen Bürgern. Rickert wird immer noch von der Erinnerung an das von Guts berichtete geplagt: Dass Griffith für seine gewaltige Macht all seine Freunde der Hölle geopfert, Guts verstümmelt und Kjaskar in den Wahnsinn getrieben hat. Er ahnt, dass das neue Reich Falconia von Griffith auf Millionen von Leichen erbaut wurde und längst nicht so göttlich ist wie es sich präsentiert.
Er bittet um eine Audienz bei Griffith, die ihm gewährt wird. Vorher jedoch nimmt ihn Locus, einer der Leibwachen Griffiths und selbst einer der mächtigsten Apostel, auf einen Spaziergang mit. Locus zeigt ihm, dass jenseits der unüberwindlichen Mauern Falconias, geschützt vor den Blicken seiner menschlichen Bevölkerung, eine Arena errichtet wurde, die Locus das Pandemonium nennt. Hier kämpfen Griffiths Apostel in ihrer wahren dämonischen Form gegen eingefangene Monster aus den anderen Dimensionen. Locus erklärt Rickert, dass diese Arena ein Zugeständnis von Griffith an seine Apostel sei, da sich die meisten von ihnen beim Anblick so vieler Menschen in Falconia kaum zurückhalten könnten und gemäß ihrer Natur am liebsten ein Blutbad anrichten würden. Rickert bricht angesichts der Erkenntnis, wie gefährdet die Menschen im göttlich erscheinenden Falconia tatsächlich sind, fast zusammen und nennt die Arena „einen Blick in die Hölle“, was Locus amüsiert bestätigt.
Die anschließende Audienz mit Griffith fällt sehr kurz aus. Rickert, unendlich entsetzt und erbost über das gerade Gesehene, verpasst dem Anführer Falconias kurzerhand eine Ohrfeige und verlässt den Palast. Griffith unternimmt nichts und scheint sogar Rickerts Zorn zu verstehen, doch Locus schäumt im Hintergrund vor Wut über diese unerwartete Tat. Eigenmächtig und ohne Griffiths Wissen macht er Rakshas, einem anderen Mitglied der Leibwache, den Vorschlag, Rickert „verschwinden“ zu lassen. Der Apostel Rakshas, einst ein Kushane und Meister im hinterhältigen Töten, willigt begeistert ein. Nahe dem Haus, in dem Rickert untergekommen ist, lauert er diesem auf und will Rickert die Kehle durchschneiden. Rickert wird jedoch vom plötzlich auftauchenden Silat und seiner ungemein starken vierköpfigen Tapasa-Leibwache gerettet. Die Tapasa-Krieger zerbrechen die Porzellanmaske von Rakshas, woraufhin dieser fast in Tränen ausbricht und verschwindet. Silat bietet Rickert an, auf ihn aufzupassen wenn Rickert ihm alles über Griffith erzählt was er weiß. Rickert willigt ein, kündigt aber an die Stadt so schnell wie möglich verlassen zu wollen. Silat erzählt ihm von einem Bergdorf im ehemaligen Reich der Kushanen, das nahezu uneinnehmbar sei und sie entschließen sich, dorthin aufzubrechen.
Bevor sie die Stadt verlassen können, werden sie jedoch erneut von Rakshas angegriffen. Wieder können Silat und zwei der Tapasa-Krieger Rakshas in einen Kampf verwickeln, doch dieses Mal verwandelt sich Rakshas in seine Apostelform, nimmt Rickerts Stiefschwester Erica als Geisel und droht, sie in Stücke zu reißen. Gerade rechtzeitig tauchen die anderen beiden Tapasa auf und lassen den in finstere Laken gehüllten Rakshas mit einem selbstgebauten Flammenwerfer in Flammen aufgehen, sodass er Erica fallen lässt. Zusammen mit einem alten Mann, der sich als Ganishkas ehemaliger Hofzauberer Daiba entpuppt, können sie auf großen Flugtieren aus der Stadt fliehen. Rakshas verfolgt sie rasend vor Zorn, doch Rickert, der von seinem Ziehvater das Schmiedehandwerk gelernt hat, zieht eine kleine, Panzerfaust-ähnliche Waffe hervor und schießt dem herannahenden Rakshas damit ins Gesicht. Gedemütigt und verletzt stürzt Rakshas zu Boden und bricht die Verfolgung ab.
Guts und die anderen erreichen Elfheim. Dort erwarten sie lebendige Vogelscheuchen und ein brennender Weidenmann. Junge Hexen und Hexer kontrollieren die angreifenden Vogelscheuchen, um sich zu verteidigen. Der Angriff wird von der auf einem Besen fliegenden Hexe Morda angeführt. Nachdem Guts Weidenmann erlegt, schafft es Schierke die Situation zu deeskalieren und die Truppe wird von dem Erzmagier Gedfring zu einem Treffen mit der Regentin der Insel, der Elfenkönigin Danan, eingeladen. Mit Danans Hilfe gelingt es Schierke und Farnese Kjaskar zu heilen, jedoch ist sie nach wie vor traumatisiert, weswegen sie Guts nicht in die Augen schauen kann.

## Veröffentlichungen

### Manga
In Japan erschien vor dem Release des eigentlichen Manga, 1988, ein One Shot Kapitel namens Berserk: The Prototype als der Mangaka noch ins College ging. Seit 1989 erscheint Berserk in Einzelkapiteln im Manga-Magazin Young Animal des Hakusensha-Verlags. Diese Einzelkapitel werden auch regelmäßig in bisher 42 Sammelbänden zusammengefasst. Am 6. Mai 2021 verstarb Kentarō Miura im Alter von 54 Jahren. Am 7. Juni 2022 wurde vom japanischen Verlag mitgeteilt, dass der Manga dennoch weitergeführt wird.
Bis Januar 2006 wurden von Berserk in Japan insgesamt 21 Millionen Sammelbände verkauft. Ein Kapitel, das zwar in Young Animal, aber nicht in den Sammelbänden veröffentlicht wurde: In Kapitel 83 Gott im Abgrund (2) (Einzugliedern in Band 13) wird Griffith im Dialog mit Gott gezeigt. Zwischen Mai und September 2007 erschienen 12 Bände aus der Reihe My Best Remix, welche die ersten 26 Bände des Mangas in einem größeren Format (DIN A5) zusammenfassen. Anlässlich des Starts der Filmreihe im Jahr 2012 erschienen zwischen Januar und Februar 2012 sechs Bände aus der Reihe Young Animal Remix, Zusammenfassungen in einem größeren Format (DIN A5) und mit circa 500 Seiten.
Auf Deutsch erscheint die Serie seit 2001 bei Planet Manga; bisher wurden 42 Bände veröffentlicht (Stand: Oktober 2024). Eine Neuauflage von Planet Manga mit dem Titel Berserk Max beinhaltet jeweils zwei Mangas pro Band und erschien von April 2019 bis Dezember 2024 vollständig. Seit März 2025 erscheint bei selbigem Verlag eine Master Edition in bisher zwei Bänden (Stand Juni 2025).

### Anime-Fernsehserien

#### 1. Serie (1997–1998)
Das Animationsstudio Oriental Light and Magic produzierte auf Basis der ersten 13 Manga-Bände unter dem Titel Kempū Denki Berserk (剣風伝奇ベルセルク, Kempū Denki Beruseruku) eine Anime-Serie mit 25 Episoden, die vom 7. Oktober 1997 bis zum 31. März 1998 von dem japanischen Fernsehsender Nippon TV ausgestrahlt wurde.
Aufgrund des Erfolges des Mangas erschien der Anime als Berserk von 2003 bis 2004 bei Panini Video in Deutschland auf sechs DVDs. Die DVDs enthalten keine deutsche Synchronisation, sondern nur eine japanische Tonspur mit deutschen Untertiteln. 2025 erschien eine deutsche Synchronisation von KSM Anime.

#### 2. Serie (2016–2017)
Eine neue von den Studios Gemba und Millepensee computeranimierte Anime-Serie mit zunächst 12 Folgen wurde vom 1. Juli bis 16. September 2016 auf WOWOW ausgestrahlt, sowie mit bis zu anderthalb Wochen Versatz auch auf TBS, Mainichi Hōsō, CBC und BS-TBS. Regie führt Shin Itagaki. Die Serie wird zeitgleich zur japanischen Ausstrahlung als Simulcast mit deutschen Untertiteln bei Crunchyroll angeboten. Für die Veröffentlichung auf DVD und Blu-ray Disc sicherte sich Universal Pictures die Rechte und plant den Release für Anfang 2017 mit deutscher Synchronisation.
Eine zweite Staffel mit weiteren 12 Folgen wurde vom 7. April bis dem 23. Juni 2017 auf WOWOW, sowie mit bis zu zwei Tagen Versatz auch auf TBS, Mainichi Hōsō und BS-TBS ausgestrahlt.

#### 3. Serie (2022)
Eine überarbeitete Version der Filme erschien für das Fernsehen mit der Bezeichnung „Memorial Edition“. Regie führte Yuta Sano. Die Serie wurde von 2. Oktober bis 25. Dezember 2022 in 13 Folgen auf Tokyo MX, Tochigi TV, Gunma TV, BS11 ausgestrahlt. International wird sie von Crunchyroll per Streaming veröffentlicht, unter anderem mit deutschen, englischen und französischen Untertiteln.

#### Synchronsprecher
| Rolle        | Japanische Stimme  | Japanische Stimme                 |
| Rolle        | 1. Serie (1997)    | 2. Serie (2016) / 3. Serie (2022) |
| ------------ | ------------------ | --------------------------------- |
| Guts         | Nobutoshi Canna    | Hiroaki Iwanaga                   |
| Puck         | Yuriko Fuchizaki   | Kaoru Mizuhara                    |
| Farnese      | Yūko Gotō          | Yōko Hikasa                       |
| Serpico      | Takahiro Mizushima | Kazuyuki Okitsu                   |
| Isidro       | Hiroyuki Yoshino   | Hiro Shimono                      |
| Azan         |                    | Hiroki Yasumoto                   |
| Casca        | Yūko Miyamura      | Toa Yukinari                      |
| Griffith     | Toshiyuki Morikawa | Takahiro Sakurai                  |
| Skull Knight | Tsutomu Isobe      | Akio Ōtsuka                       |
| Erzähler     |                    | Unshō Ishizuka                    |

### Filmreihe
In Zusammenarbeit mit Warner Bros. Pictures wurde eine Reihe von Filmen zu Berserk produziert, die im Gegensatz zur Anime-Serie die gesamte Handlung des Mangas abdecken sollen. Die Filme werden von Studio 4°C unter Leitung von Toshiyuki Kubooka nach Drehbüchern von Ichirō Ōkouchi produziert. Die Synchronsprecher der Hauptrollen wechselten im Vergleich zur Anime-Serie: es sind Hiroaki Iwanaga als Guts, Takahiro Sakurai als Griffith und Toa Yukinari als Casca besetzt.
Die ersten drei Filme werden „Das Goldene Zeitalter“ behandeln. Der erste Film, Berserk Ōgon Jidai-Hen I: Haō no Tamago (ベルセルク 黄金時代篇I 覇王の卵) erschien am 4. Februar 2012 in die japanischen Kinos und hat eine Laufzeit von etwa 80 Minuten. Er wurde am 23. Mai 2012 auf Blu-ray und DVD veröffentlicht.
Der zweite Film, Berserk Ōgon Jidai-Hen II: Doldrey Kōryaku (ベルセルク 黄金時代篇II ドルドレイ攻略), startete am 23. Juni 2012 und hat eine Länge von 96 Minuten. Die DVD und Blu-Ray dazu erschien am 5. Dezember 2012.
Der dritte Film, Berserk Ōgon Jidai-Hen III: Kōrin (ベルセルク 黄金時代篇III 降臨) mit 107 Minuten kam am 1. Februar 2013 in die japanischen Kinos.
In Deutschland erschien der erste Teil der Serie mit dem Titel Berserk: Das goldene Zeitalter I – Das Ei des Königs am 26. Oktober 2012 und der zweite Teil der Serie mit dem Titel Berserk: Das goldene Zeitalter II am 16. August 2013 auf Blu-ray und DVD. Beide Ausgaben wurden limitiert in einer Klappbox veröffentlicht. Im Gegensatz zu der Animeserie haben die Filme zusätzlich eine deutsche Tonspur enthalten. Die FSK wurde auf ab 16 Jahren festgelegt.
Berserk: Das goldene Zeitalter III erscheint am 27. Juni 2014 ebenfalls in einer limitierten Klappbox auf DVD und Blu-ray. Der Film wird auf der unzensierten und in Japan ab 18 Jahren freigegebenen Version beruhen. Die FSK vergab wie bei den Vorgängern auch in Deutschland eine Freigabe ab 16 Jahren. In Japan existiert weiterhin eine durch alternative Zeichnungen zensierte Version des Films und ist dort ab 15 Jahren freigegeben. Diese zensierte Version wurde in Deutschland ursprünglich auch der FSK vorgelegt, eine Veröffentlichung aber verworfen, als der Verleih die unzensierte Version erhalten hat.

#### Synchronisation
| Rolle     | Fernsehserie                 | Filmreihe            | Filmreihe          |
| Rolle     | japanischer Sprecher (Seiyū) | japanischer Sprecher | deutscher Sprecher |
| --------- | ---------------------------- | -------------------- | ------------------ |
| Guts      | Nobutoshi Hayashi            | Hiroaki Iwanaga      | Ozan Ünal          |
| Griffith  | Toshiyuki Morikawa           | Takahiro Sakurai     | Nico Mamone        |
| Casca     | Yūko Miyamura                | Toa Yukinari         | Anja Stadlober     |
| Charlotte | Yuri Shiratori               | Aki Toyosaki         | Jennifer Weiß      |

## Auszeichnungen
2002 erhielt Kentarō Miura für Berserk den sechsten Osamu-Tezuka-Kulturpreis in der Kategorie Preis für Exzellenz, nachdem er von 1998 bis 2001 jeweils für den Preis nominiert gewesen war, sich aber anderen Mangas geschlagen geben musste.